# Akio Ōtsuka
Akio Ōtsuka (大塚 明夫?, Ōtsuka Akio; Tokyo, 24 novembre 1959) è un doppiatore e cantante giapponese.

## Biografia
Nato nell'area Metropolitana di Tokyo affiliato alla Mausu Promotion. È sposato con la doppiatrice Yōko Sōmi dal 2005. Anche suo padre, Chikao Ōtsuka, era un doppiatore. È noto per aver doppiato personaggi come Black Jack (Black Jack), il Capitano Nemo (Nadia - Il mistero della pietra azzurra), Solid Snake e Big Boss (Metal Gear Solid), Shunsui Kyoraku (Bleach), Tenente Garuru (Keroro), Gwendal von Voltaire (Kyo Kara Maoh!), Bato (Ghost in the Shell), Marshall D. Teach (One Piece), Anavel Gato (Gundam 0083: Stardust Memory). Dal 2021 è la nuova voce di Daisuke Jigen, in seguito al ritiro di Kiyoshi Kobayashi.
È il fratello minore di Hōchū Ōtsuka, anche lui doppiatore.

## Doppiaggio

### Film cinema
- Avalon (Bishop)
- Bad Boys (Mike Lowrey)
- Balto (Steele)
- Blade I-II-III (Blade)
- Con Air (Cameron Poe)
- Desperado (El Mariachi)
- Die Hard - Duri a morire (Karl)
- Die Hard 2 (Maggiore Grant)
- Dragonheart (Bowen)
- D-Tox (Jake Malloy)
- Executive Decision (Colonnello Austin Travis)
- Erin Brockovich (George)
- Four Rooms (Man)
- The Gift (Donnie Barksdale)
- Fuori in 60 secondi (Randall Raines)
- Guerre stellari (Ian Solo)
- Iron Man (Iron Man/Tony Stark)
- K-19 (film)#K-19 (Polenin)
- Hard Target (Chance Boudreaux)
- Léon (Léon)
- Lord of War (Yuri Orlov)
- La maschera di Zorro (Zorro)
- Money Train (John)
- Pearl Harbor (Comandante Minoru Genda)
- Point Break (Bodhi)
- The Replacement Killers (John Lee)
- Spawn (Spawn/Al Simmons)
- Spy Kids (Gregorio Cortez)
- Taxxi 1-2-3-4 (Daniel)
- La tigre e il dragone (Li Mu Bai)
- Trappola in alto mare (Casey Ryback)
- Via col vento (Rhett Butler)

### Serie TV
- Animaniacs (Bobby)
- The Animatrix (Thadeus)
- Dallas (John Ross "J.R." Ewing, Jr.)
- Darkwing Duck (Jet McQuack)
- DuckTales (Jet McQuack)
- E.R. - Medici in prima linea (Peter Benton)
- Star Trek: The Next Generation (William T. Riker)
- S.W.A.T. (Hondo)
- Il trenino Thomas (Donald)
- Secret Level (Titus)

### Anime e OAV
- 3x3 occhi (Benares)
- Ace Attorney (Manfred von Karma)
- Agatha Christie no meitantei Poirot to Marple (Cedric)
- Akumada Drive (Master)
- Alice & Zoroku (Zoroku Kashimura)
- Amon - Apocalypse of Devilman (Amon)
- Angel Aika (Gozo Aida)
- Anpanman (Nigauriman, Naganegiman)
- Asobot Senki Goku (GK)
- Astro Boy (Pluto)
- Alice to Zōroku (Zouroku Kashimura)
- BAKI (Yujiro Hanma)
- Baki Hanma (Yujiro Hanma)
- Beastars (Gouhin)
- Berserk (serie animata 2016) (Cavaliere del Teschio)
- Black Jack (Black Jack)
- Bleach (Shunsui Kyōraku)
- Blood Blockade Battlefront - Kekkai Sensen (Blitz T. Abrams)
- Blue Seed (Daitetsu Kunikida)
- Boruto: Naruto Next Generations (Amado)
- Caccia al tesoro con Montana (Montana Jones)
- Carole & Tuesday (Gus)
- Canaan (Siam)
- Chain Chronicle -The Light of Haecceitas- (Black King)
- Chi ha bisogno di Tenchi? (Azusa Jurai)
- Chūka Ichiban! (Chōyu)
- Cowboy Bebop (Whitney Hagas Matsumoto)
- Coyote Ragtime Show (Mister)
- Cromartie High School (Narratore)
- Cyborg 009 (005 Geronimo, Jr.)
- Dogs: Bullets & Carnage (Mihai Mihaeroff)
- Detective Conan (Sango Yokomizo, Jugo Yokomizo)
- Devil May Cry (Morisson)
- Dororo (Jukai)
- Dragon Ball Daima (Narratore (ep. 15))
- Durarara!! (Shingen Kishitani)
- Durarara!! x2 (Shingen Kishitani)
- Endride (King Delzaine)
- Ergo Proxy (J.J.)
- Fantasmi a scuola (Ouma)
- Fate/Zero (Rider)
- Fire Emblem: Monshō no Nazo (Re Cornelius, Narratore)
- Full Metal Panic! (Andrei Sergeivich Kalinin)
- Ghost in the Shell: SAC 2045 (Bato)
- Ghost in the Shell: Stand Alone Complex (Bato)
- Ginga Tetsudō Monogatari (Schwanhert Bulge)
- Gintama (Saizo)
- Golgo 13 (Degnar)
- Great Pretender (Razzie)
- Guin Saga (Cameron)
- Gundam 0083: Stardust Memory (Anavel Gato)
- Guru Guru - Il girotondo della magia (Saiko)
- Hahime no Ippo: New Challenger (Bryan Hawk)
- Hajime no Ippo: Rising (Bryan Hawk)
- Hakugei Densetsu (Ahab)
- How Not to Summon a Demon Lord (Chester Ray Galford)
- Hunter × Hunter (serie animata 2011) (Uvogin, Mizaistom Nana)
- Hyper Police (Batanen Fujioka)
- I cieli di Escaflowne (Re Goau)
- Il club della magia! (Minowa Minoru)
- Infinite Dendrogram (Kozue Fujibayashi/Barbaroy Bad Burn)
- Jūni senshi bakuretsu Eto renjā (Eibabu)
- Kakuriyo -Bed & Breakfast for Spirits- (Matsuba)
- Kengan Ashura (Agito Kanoh)
- Kenshin samurai vagabondo (Kurogasa, Yahiko Myōjin)
- Keroro (Tenente Garuru)
- Kindaichi shōnen no jikenbo (Reo Horinōchi)
- Kinnikuman Perfect Origin Arc (Strong the Budo)
- Konohana Kitan (Battle God)
- Kurogane Communication (Hōnī)
- Kyo Kara Maoh! (Gwendal von Voltaire)
- La fenice (Patriarch)
- La malinconia di Haruhi Suzumiya (Arakawa)
- La scomparsa di Yuki Nagato (Hajime Arakawa)
- Laid-Back Camp (Nonno di Rin)
- Lazarus (Abel)
- Le bizzarre avventure di JoJo: Battle Tendency (Wamuu)
- Lupin III - Una storia senza fine (Daisuke Jigen, Yoshiaki Hongo)
- Mad Bull 34 (John "Sleepy" Estes)
- Magic Knight Rayearth (Windam)
- Master Keaton (OVA) (Abdullah Abbas)
- Mob Psycho 100 (Fossette)
- Mobile Battleship Nadesico (Kōichirō Misumaru)
- Mobile Suit Gundam Wing (Narratore, Ministro Darlian)
- Monkey Typhoon (GK)
- Monster (Milan Korāshu)
- Moominland, un mondo di serenità (Padre di Moomin)
- Mr. Tonegawa: Middle Management Blues (Masayan)
- My Hero Academia (All for One)
- My Senpai is Annoying (Padre di Futaba Igarashi)
- Nadia - Il mistero della pietra azzurra (Eleusis Ra Alwar)
- Nadja (Jose Rodriguez)
- Naruto: Shippuden (Chiriku)
- Neo Ranga (Seigo Hasegawa)
- Neuro (Masakage Shirota)
- NG Knight Lamune & 40 (King Sukasshā)
- Ninku (Shiu)
- One Piece (Barbanera/Marshall D. Teach)
- Onimusha (Musashi Miyamoto)
- Patlabor (Tsutomo Gomioka, altri)
- Piano (Seiji Nomura)
- Pluto (Black Jack)
- PoPoLoCrois (Re Bieto, Gamigami)
- Power Stone (Valgas, Neros)
- Ranma (serie animata 2024) (Soun Tendo)
- Ray the Animation (Black Jack)
- Rekka no honō (Kai)
- Saint Seiya (Ade)
- Saint Tail (Detective Asuka)
- Samurai Champloo (Okuru)
- Samurai Warriors (Tadakatsu Honda)
- Samurai Warriors: Legend of the Sanada (Tadakatsu Honda)
- Seikai no senki (Samson)
- Shangri-La Frontier (Viceash)
- Slayers Revolution (Wizer)
- Solo Leveling (Ma Dongwook)
- Are You Lost? (Jōichi Onishima)
- Space Dandy (Toaster)
- Star Wars: Visions (Narratore)
- Steam Detectives (Night Phantom)
- Stratos 4 (Inquisitore Tsukino)
- Street Fighter II V (Narratore, Capo Barrac, capo investigatore)
- Superior Defender Gundam Force (Professore Gerbera)
- Star Twinkle Pretty Cure (Yoichi Hoshina)
- Tales of Zestiria the X (Brad)
- The Grimm Variations (Brown)
- The Rolling Girls (Daijiro Motoya)
- La regina delle nevi (L'Avatar del Vento)
- The Vampire Dies in No Time (Zenranium)
- Thunderbolt Fantasy: Sword Seekers 3 (Wan Jun Po)
- Toriko (Livebearer, Ryoutei)
- Trigun (Rai-Dei the Blade)
- Uchu kyodai - Fratelli nello spazio (Brian Jay)
- Ultimate Muscle (Il cyborg)
- Ultraviolet: Code 044 (Sakuza)
- Vinland Saga (Thorkell)
- Yashahime: Princess Half-Demon (Great Dog-Demon)

### Tokusatsu
- Kyūkyū sentai GōGō-V (Thanatos)
- Mahō Sentai Magiranger (Dagon)

### Film di animazione
- Animatrix (Thaddeus)
- Batman Ninja vs. Yakuza League (Aquaman)
- Berserk - L'epoca d'oro - Capitolo III: L'avvento (Cavaliere del Teschio)
- Code Geass: Leoluch of the Resurrection
- City Hunter The Movie: Angel Dust (Daisuke Jigen)
- Detective Conan: L'ultimo mago del secolo (Shoichi Inui)
- Detective Conan: Requiem per un detective (Sango Yokomizo, Jugo Yokomizo)
- Naruto - Il film: I guardiani del regno della luna crescente (Michiru Tsuki)
- Ghost in the Shell 2 - Innocence (Bato)
- Ghost in the Shell (Bato)
- Ghost in the Shell: S.A.C. Solid State Society (Bato)
- Gundam Wing: Endless Waltz (Narratore)
- Il castello errante di Howl (Kokuō)
- Inuyasha the Movie - La spada del dominatore del mondo (Inu no taisho)
- Ken il guerriero - La leggenda di Raoul (Souther)
- Kiki - Consegne a domicilio (Capitano del dirigibile)
- Kinnikuman Nisei (Il cyborg)
- Lupin III - Le profezie di Nostradamus (Chris)
- Lupin III - Ruba il dizionario di Napoleone! (Makkuram)
- Lupin III - Il tesoro degli zar (Donbino)
- Lupin III - Alcatraz Connection (Andy)
- Yes! Pretty Cure 5 GoGo! - Buon compleanno carissima Nozomi (Mushiban)
- Eiga Pretty Cure All Stars DX 3 - Mirai ni todoke! Sekai wo tsunagu Niji-iro no hana (Mushiban)
- Detective Conan: ... E le stelle stanno a guardare (Sango Yokomizo, Jugo Yokomizo)
- One Piece: L'isola segreta del barone Omatsuri (Barone Omatsuri)
- Paprika - Sognando un sogno (Detective Konakawa Toshimi)
- Porco Rosso (Donald Curtis)
- Sand Land (Satana)
- Tekken - The Animation (Jack 2/Narrator)
- Tokyo Godfathers (Dottore)
- Vexille (Saito)

### Videogiochi
- Another Code: Recollection (Capitano Cliff Fox)
- Ape Escape 3 (Pipo Snake, Solid Snake)
- Astro Boy (Pluto)
- Ayakashi Ninden Kunoichiban (Juzen Hagakure)
- Berserk and the Band of the Hawk (Cavaliere del Teschio)
- Blood Will Tell: Tezuka Osamu's Dororo (Daigo Kagemitsu)
- Boktai: The Sun Is in Your Hand (Master Otenko, Count)
- Boktai 2: Solar Boy Django (Master Otenko, Ringo)
- Brave Fencer Musashi (Colonel Capricciola)
- Clock Tower II: The Struggle Within (Doug Bowman, George Maxwell, Henry Kaplan)
- Code Vein (Gregorio Silva)
- Crystal Crisis (Black Jack)
- D2 (David Bernard)
- Danganronpa V3: Killing Harmony (Ryoma Hoshi)
- Death Stranding (Die-Hardman)
- Death Stranding 2: On the Beach (Charlie/Die-Hardman)
- Devil May Cry 5 (Morrison)
- Digimon Survive (Piedmon)
- Dissidia Final Fantasy (Gabranth)
- Dissidia 012 Final Fantasy (Gabranth)
- Dissidia Final Fantasy NT (Gabranth)
- Dissidia Final Fantasy: Opera Omnia (Gabranth)
- Dragon Force (Low)
- Dragon Quest Rivals (Zoma)
- Dragon Quest XI S: Echi di un'era perduta - Edizione Definitiva (Don Duros)
- Dragon Quest III HD-2D Remake (Zoma)
- DreamMix TV World Fighters (Solid Snake)
- Enemy Zero (David Bernard)
- Etrian Odyssey Nexus (Mueller)
- Famicom Detective Club: The Girl Who Stands Behind (Tadashi Urabe)
- Fate/Grand Order (Rider/Iskandar)
- Fate/Extella: The Umbral Star (Rider/Iskandar)
- Fate/Extella Link (Rider/Iskandar)
- Final Fantasy XII (Gabranth)
- Final Fantasy XIV: A Realm Reborn (Gaius van Baelsar)
- Final Fantasy XIV: Stormblood (Gaius van Baelsar)
- Final Fantasy XIV: Shadowbringers (Gaius van Baelsar)
- Final Fantasy Crystal Chronicles Remastered (Cavaliere Nero)
- Final Fantasy Fables: Chocobo's Dungeon (Volg)
- Final Fantasy Tactics: The Ivalice Chronicles (Cidolfus Orlandeau)
- Fire Emblem: Fates (Garon)
- Fire Emblem Heroes (Garon, Jeralt)
- Fire Emblem: Three Houses (Jeralt, Narratore)
- Fire Emblem Warriors: Three Hopes (Jeralt, Narratore)
- Fitness Boxing: Fist of the North Star (Souther)
- Genji: Dawn of the Samurai (Benkei Musahibo)
- Ghost in the Shell: Stand Alone Complex (Bato)
- Ghost in the Shell: Stand Alone Complex (videogioco 2005) (Bato)
- Ghost of Tsushima (Lord Shimura)
- Granblue Fantasy (Alandus, Aletheia (2^ voce), Raybury)
- Gungrave G.O.R.E (Zell Condorbrave)
- Hunter × Hunter: Wonder Adventure (Uvogin)
- Hunter × Hunter: Nen × Impact (Uvogin)
- JoJo's Bizarre Adventure: All Star Battle (Wamuu)
- JoJo's Bizarre Adventure: Eyes of Heaven (Wamuu)
- JoJo's Bizarre Adventure: All Star Battle R (Wamuu)
- Jump Force (Barbanera/Marshall D. Teach)
- Kingdom Hearts (Ansem)
- Kingdom Hearts: Chain of Memories (Ansem)
- Kingdom Hearts II (Riku-Ansem, Xehanort)
- Kingdom Hearts Re:Chain of Memories (Ansem)
- Kingdom Hearts 358/2 Days (Riku-Ansem)
- Kingdom Hearts Birth by Sleep (Terra-Xehanort)
- Kingdom Hearts 3D: Dream Drop Distance (Ansem)
- Kingdom Hearts HD 2.8 Final Chapter Prologue (Terra-Xehanort)
- Kingdom Hearts III (Ansem, Terra-Xehanort, Maestro Xehanort[2])
- Kingdom Hearts Melody of Memory (Maestro Xehanort, Terra-Xehanort)
- Le avventure di Lupin III: Il tesoro del Re Stregone (Hasdal)
- Like a Dragon: Ishin! (Isami Kondo)
- Like a Dragon: Infinite Wealth (Koichi Adachi)
- Live A Live (Remake) (Sundown the Kid)
- Lunar: Silver Star Story Complete (Laike Bogard e Dyne)
- Lunar Knights (Master Otenko, Margrave Rymer)
- Mega Man X7 (Red)
- Metal Gear Solid (Solid Snake)
- Metal Gear Solid 2: Sons of Liberty (Solid Snake, Solidus Snake)
- Metal Gear Solid 3: Snake Eater (Naked Snake)
- Metal Gear Ac!d 2 (Solid Snake)
- Metal Gear Solid: Portable Ops (Naked Snake/Big Boss, Old Snake)
- Metal Gear Solid: Digital Graphic Novel (Solid Snake)
- Metal Gear Solid 4: Guns of the Patriots (Old Snake)
- Metal Gear Solid: Peace Walker (Big Boss)
- Metal Gear Solid V: Ground Zeroes (Big Boss, medico)
- Metal Gear Solid V: The Phantom Pain (Venom Snake, Big Boss)
- Metaphor: ReFantazio (Heismay Noctule)
- Million Arthur: Arcana Blood (Dwarf)
- My Hero: One's Justice (All for One)
- My Hero: One's Justice 2 (All for One)
- My Hero Ultra Rumble (All for One)
- Namco × Capcom (Yoritomo, Unknown Soldier 1P)
- Nights of Azure (Nightlord)
- One Piece: Grand Battle 3 (Barbanera/Marshall D. Teach)
- One Piece: Pirates' Carnival (Barbanera/Marshall D. Teach)
- One Piece: Unlimited Cruise (Barbanera/Marshall D. Teach)
- One Piece: Unlimited Cruise 2 (Barbanera/Marshall D. Teach)
- One Piece: Pirate Warriors (Barbanera/Marshall D. Teach)
- One Piece: Unlimited Cruise SP 2 (Barbanera/Marshall D. Teach)
- One Piece: Romance Dawn (Barbanera/Marshall D. Teach)
- One Piece: Pirate Warriors 2 (Barbanera/Marshall D. Teach)
- One Piece: Unlimited World Red (Barbanera/Marshall D. Teach)
- One Piece: Pirate Warriors 3 (Barbanera/Marshall D. Teach)
- One Piece: Burning Blood (Barbanera/Marshall D. Teach)
- One Piece: Pirate Warriors 4 (Barbanera/Marshall D. Teach)
- Onimusha: Warlords (Nobunaga Oda, Fortinbras)
- Onimusha 2: Samurai's Destiny (Nobunaga Oda)
- Onimusha: Blade Warriors (Nobunaga Oda, Musashi Miyamoto)
- Onimusha 3 (Nobunaga Oda)
- Panzer Dragoon Saga (Arwen)
- Pokémon Masters EX (Elisio)
- Prince of Persia: Spirito guerriero (Principe)
- Prince of Persia: I due troni (Principe)
- Project Justice: Rival Schools 2 (Daigo Kazama)
- Project X Zone (Seth)
- Ryu ga Gotoku Online (Koichi Adachi)
- Samurai Shodown VI (Zankuro Minazuki, Gaoh)
- Samurai Warriors: Xtreme Legends (Tadakatsu Honda)
- Sand Land (Satana)
- Shin Bokura no Taiyō Gyakushū no Sabata (Master Otenko, Count, Solid Snake)
- Soulcalibur II (Spawn)
- Stella Deus: The Gate of Eternity (Dignus)
- Street Fighter IV (Seth)
- Street Fighter V (Seth, Daigo Kazama)
- Super Robot Wars Alpha (Anavel Gato)
- Super Robot Wars Alpha 2 (Anavel Gato)
- Super Robot Wars A Portable (Anavel Gato)
- Super Robot Wars V (Andrei Sergeivich Kalinin, Erich Domel)
- Super Robot Wars X (Elusys Ra Arwol)
- Super Smash Bros. Brawl (Solid Snake, Samurai Goroh)
- Super Smash Bros. per Nintendo 3DS e Wii U (Samurai Goroh)
- Super Smash Bros. Ultimate (Solid Snake, Samurai Goroh)
- Tales of Symphonia (Regal Bryant)
- Tales of Symphonia: Dawn of the New World (Regal Bryant)
- Tales of the Rays (Regal Bryant)
- The Last Blade (Hyo Amano)
- The Last Blade 2 (Hyo Amano, Annunciatore)
- Time Crisis 4 (William Rush)
- Valkyria Chronicles (Radi Yaeger)
- Xenoblade Chronicles 2 (Bana)
- Xenoblade Chronicles 3 (Nopon Arcisaggio, Z)
- Yakuza 3 (Ryuzo Tamiya)
- Yakuza: Like a Dragon (Koichi Adachi)
- Zero Escape: Virtue's Last Reward (Zero Sr.)

## Drama CD
- Dengeki Bunko Best Game Selection7 Fire Emblem Tabidati no syou (Hardin)
- Fire Emblem Shiranhen/Soumeihen (King of Talys)